# Sidiki Konaté
Pour les articles homonymes, voir Konaté.
Sidiki Konaté, né le 8 juillet 1968 à Bobi, est un homme politique ivoirien, membre du Rassemblement des houphouëtistes pour la démocratie et la paix (RHDP). 
De 2007 à 2021, il est ministre de l'Artisanat.
De 2011 à 2012, il avait déjà été ministre de l’Artisanat et de la Promotion des PME dans les gouvernements de Guillaume Soro et de Jeannot Ahoussou-Kouadio.

## Biographie
Sidiki Konaté est né le 8 juillet 1968 dans le village de Bobi, localité située entre Séguéla et Mankono. Après le cycle primaire et le secondaire, successivement à l'EPP Libreville et au lycée moderne de Man. Il obtient son baccalauréat série A avec mention au lycée moderne Odienné. À l’âge de 20 ans, il entre à l’Université d'Abidjan à la Faculté des Lettres et Sciences Humaines. Parallèlement à ses études de Lettres, il s’engage dans la lutte syndicale. C’est ainsi qu’il fait partie des membres fondateurs de la Fédération estudiantine et scolaire de Côte d'Ivoire (FESCI) en  1990.
Successivement, il est Secrétaire à l'organisation de la section FESCI de Yopougon et Secrétaire national à l'Éducation du Bureau Exécutif National (BEN) dudit syndicat estudiantin. Au terme de l’année académique 1992-1993, il obtient une licence d'enseignement en philosophie et part pour l’Allemagne. C’est étant inscrit à l’Institut de langue de Francfort qu’il obtient le PNDS, certificat d'aptitude en langue allemande. Par la suite, Sidiki Konaté obtient  une maitrise en sciences politiques à l’Université Goethe et un diplôme d’attaché de presse à Bruxelles.

## Cadre des Forces nouvelles de Côte d'Ivoire
En 2002, au début de la crise militaro-politique, il est contacté par son ami Guillaume Soro. Il n’hésite pas à le rejoindre et devient le porte-parole des Forces nouvelles et participe à la quasi-totalité des accords de paix.
Au sein des forces nouvelles, il est successivement porte-parole, directeur de cabinet adjoint du Secrétaire général puis directeur de cabinet. Par ailleurs, il est membre du directoire politique des Forces Nouvelles et secrétaire national chargé de l'organisation et de la mobilisation. En 2005, le Premier Ministre Charles Konan Banny le nomme Conseiller Politique à la Primature.

## Ministre du Tourisme et de l'Artisanat
En 2007, il fait partie de la délégation des Forces Nouvelles pour l’accord de Ouagadougou. Le 7 mars 2007, après l’accord, il est nommé Ministre du Tourisme et de l’Artisanat pour le compte des Forces nouvelles. Le 12 février 2010, à la suite d'une crise politique, le Président Laurent Gbagbo dissout le gouvernement et la Commission électorale indépendante. Guillaume Soro est reconduit dans ses fonctions de Premier Ministre et est chargé de reconstituer le gouvernement.
Le 23 février 2010, Sidiki Konaté est reconduit à son poste de Ministre du Tourisme et de l’Artisanat jusqu’à l’éclatement de la crise post-électorale née du refus du candidat sortant Laurent Gbagbo de reconnaitre les résultats de l’élection présidentielle du 30 novembre 2010.
Sidiki Konaté, en compagnie de plusieurs cadres du RHDP, organise la résistance politique[réf. nécessaire]. Face à l’envahissement par les mercenaires libériens du grand-ouest ivoirien, le président de la République Alassane Ouattara et le Premier Ministre Guillaume Soro l’envoient en émissaire dans la zone.
Le 1er juin 2011, le Premier Ministre Guillaume Soro forme le nouveau gouvernement de la République de Côte d’Ivoire, Sidiki Konaté est nommé ministre de l’Artisanat et de la Promotion des PME.
Depuis le 31 mai 2014, il est nommé à la direction du Rassemblement des Républicains en tant que Secrétaire Général Adjoint chargé des syndicats, de la société civile et du monde associatif.
Marié et père de deux enfants, Sidiki Konaté reste un exemple ou pas, selon les générations futures qui en jugeront.
Depuis Mai 2021, le parlementaire de la circonscription de Man commune ne fait plus partie du gouvernement, cependant il affirma avant la publication de la nouvelle équipe gouvernementale tout en remerciant le Président de la République et le nouveau chef du Gouvernement et affirme être toujours à la disposition du parti pour la continuité du combat au nom de la démocratie. Selon certaines informations, tout comme lui, d’autres dignitaires du RHDP devront ainsi rendre le tablier.